# Anthia sexmaculata
Espèce
Synonymes
- Thermophilum sexmaculatum

Anthia sexmaculata est une espèce de carabes d'Afrique du Nord, pouvant produire, s'il se sent en danger, un liquide irritant. Ce moyen de défense lui vaut d'être appelé, avec d'autres espèces partageant la même caractéristique, bombardier.